# Ами (Галанчожский сельсовет)
Ами — покинутый аул в Галанчожском районе Чечни. Входит в Галанчожское сельское поселение.

## География
Аул расположен рядом с озером Галайн-Ам, к югу от районного центра Галанчож.
Ближайшие развалины аулов: на юго-западе — аулы Акка и Кереты.

## История
Аул Ами ликвидирован в 1944 году в период выселения чеченцев. После восстановления Чечено-Ингушской АССР в 1956 году, чеченцам было запрещено селиться в данном районе.

## Население
В 1939 году имел население 140 чел. чеченцы (74,3 %), русские (20,7 %), ингуши (2,1 %).